# الزراعة في الجزائر

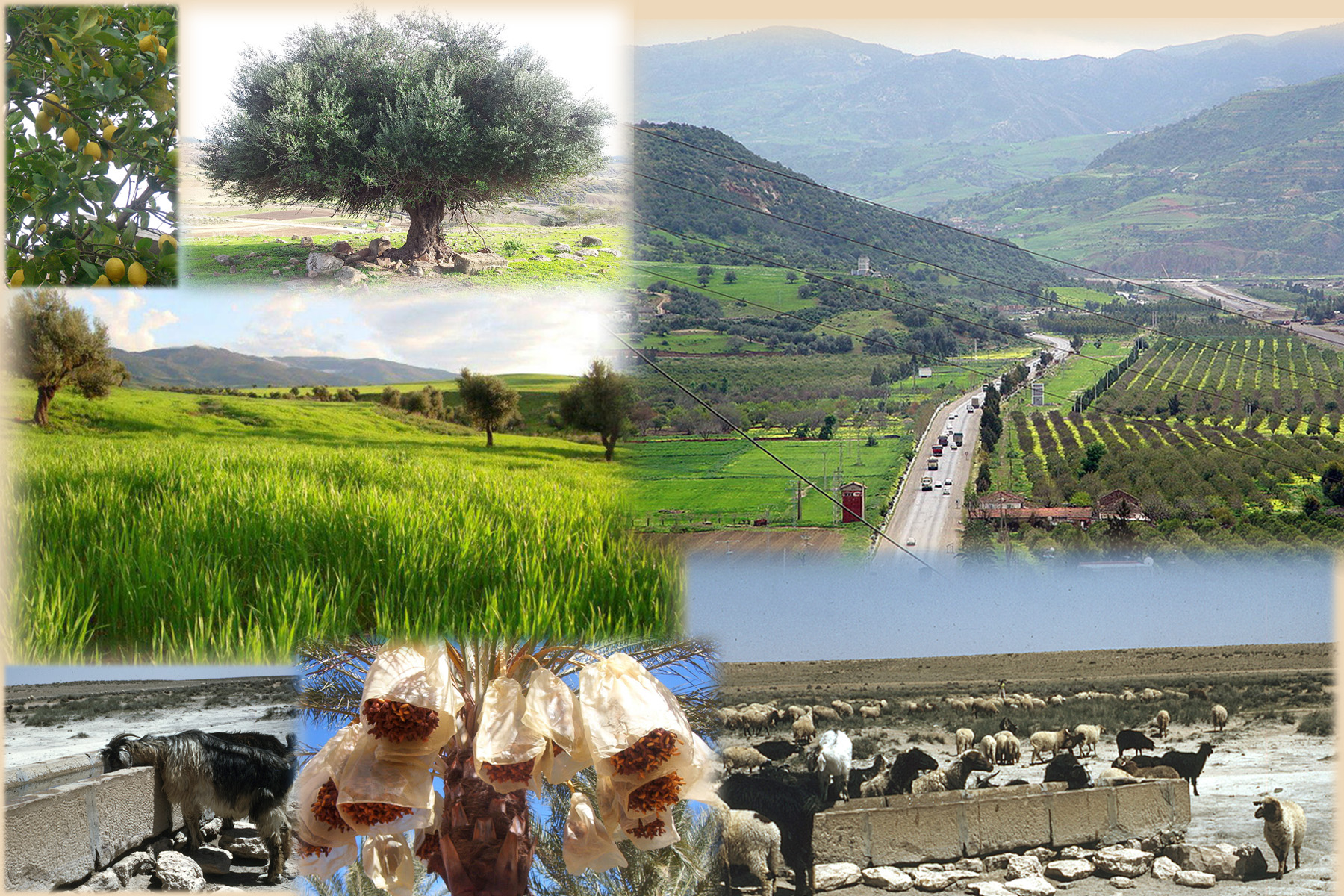
الزراعة في الجزائر

القطاع الفلاحي يعاني عجزا بنسبة 30% في مجال الإنتاج الزراعي، وتحديدا في جانب الحليب واللحوم الحمراء والحبوب التي تستورد منها الجزائر سنويا أكثر من 50% من احتياجاتها، رغم أن مساحة الأراضي الصالحة للزراعة تقدر بنحو 8.5 ملايين هكتار.
وتمتلك الجزائر نحو عشرين مليون هكتار من السهول وتسعة ملايين هكتار من فضاءات الصيد البحري، و 4.2 ملايين هكتار من الغابات.
وتقدر مساحة الأراضي الصالحة للزراعة بالجزائر من إجمالي المساحة الكلية بنحو 3.1%، في حين تقدر نسبة الأراضي الزراعية المروية بـ 2.6%، وهو مؤشرا ضعيفا ودليلا على أن أغلب الأراضي تعتمد على مياه الأمطار.
لا تزال الجزائر تحاول تحقيق الاكتفاء الذاتي من القمح حيث قال الرئيس الجزائري عبد المجيد تبون ٳن بلاده تخطط لتحقيق الاكتفاء الذاتي من القمح الصلب بنسبة 80٪

## ملكية الأرض
شكّل الرئيس بومدين القرى الاشتراكية، مغيرا الملكية الفردية للأرض. كان على الفلاحين تقبل الأمر، قروض من الدولة، بذور، ومعدات فلاحية، فالانضمام للعملية. بعد 1974، وإدامة لهذا النهج، 10 هكر ل60 ألف قروي، داخل 6000 قرية. كانت النتائج الأولية مشجعة، وكان طموح بومدين، 1700 قرية نزيلة 140 ألف فلاح.
مع موت الرئيس، انقطع الدعم عن هذه القرى، كانت خسائر الميزانية والإنفاق الكبير عليها كبيرين. الإنتاجية الضعيفة أكلت فوائدها، فقررت حكومة الشاذلي التركيز على البنى التحتية، السدود ومنشآت السقي.
أهم الأحداث، تخلص الدولة من هذه القرى لصالح الملكية الفردية بين 1980-84. 700 ألف هكر للفلاحين الخواص، بزيادة للقطاع الخاص 5 ملايين هكتار. حررت السوق معطية توجها نحو زيادة المنتوجية، صار بعدها 80 هكر لكل فلاح. صارت ملكية الفلاح على أرضه الجديدة حرة، كانت سياسة موفقة، وزادت الإنتاجية خلال 1988.
كانت نية الدولة أيضا، الاستعداد لحياة بعد النفط، في مخطط 1985-89. ميزانية الزراعة ارتفعت، خاصة قطاع المياه. من 10% خلال 1985 إلى 14.5 في 1990، معلنة نية الزيادة، 20 ألف هكر مسقي كل عام.
رغم كون الجزائر في 1993 مستوردا للغذاء (45% في 1989، 3.1 مليار دولار) عملت الدولة لتوفير منتجات غذائية رخيصة الثمن، للبطون الجائعة. دعم الأسعار الغذائية أسهل طريقة، أسعار الخبز، الرز، زيت الطهي، الحليب والسكر. كان التلاعب في هذا القطاع مشجعا لفتح الاستيراد للقطاع الخاص. تم خلالها أيضا فتح الصادرات للقطاع الفلاحي، فشجعت الدولة الفلاحين على طلب التموين من أي موزع. قانون 1991 فكك سيطرة البلدية على توزيع الأراضي، فاتحة المزاد على الأراضي.

## المنتوج الزراعي
القمح والشعير أكبر محصول زراعي، 63% من المنتجات. رغم جهود الدولة في زيادة إنتاجية، 91% من الاكتفاء الذاتي سقطت ل18، خلال 1990. تزايد عدد السكان، التغير المناخي، السياسيات الزراعية السابقة، والزحف الريفي كان وراء تدهور الاكتفاء. لا زالت الجزائر تستورد حوالي 75% من وارداتها الفلاحية قمحا. السوق الأوربية (الفرنسية) أولها موزع. الذرة أيضا تضاعف استيرادها بين 1985 و 1990، الولايات المتحدة وفرت 75% من الحاجة.
منتجات البلد أيضا، العنب، الحمضيات، الخضراوات، الزيتون، التبغ، خامس منتج عالمي للتين، سادس منتج للتمور، 3/4 مستهلكة محليا.
إنتاج الخمور، ورغم مواصلتها، انهارت كثيرا. السوق المحلية بذهاب الأوربيين صارت ضيقة، والدولة تخلت عند دعم تجارة غير شرعية (شرع ديني) من 370 ألف هكتار، ل 85 ألف خلال 1988. ما زالت البلاد رغم هذا بصناعة خمور متقدمة، توزيع وتصدير أيضا.
دعمت الجزائر زراعة الزيتون بمخطط 10 سنوات، لتجديد 100 آلاف هكر من الأشجار، وإنشاء 200 ضاغطة زيتون. التبغ كان المنافس الحقيقي للخضراوت، يحتل مساحة مهمة، وهو كمنتج تجاري أكثر أمنا وربحية.

## الأنعام
عدد قطعان الماشية ازداد بعد الاستقلال، بالمقارنة خاصة مع الإنتاج الزراعي، سبب هذا، إضافة لضعف التحكم في الأمراض، ونقص الوسائل الحديثة في التربية، تناقصا ملحوظا. زاد إنتاج اللحوم خلال السبعينات، لكنه توقف في الثمانينات، مما جعل الحكومة تنتبه لهذا المجال. حوالي 60% من حاجيات الجزائر من الألبان كانت مستوردة في التسعينات.
كان قطاع اللحوم البيضاء أكثر نجاحا، باكتفاء ذاتي في الثمانينات. قبل هذه الفترة، حاولت قوانين بومدين الزراعية هيكلة الرعي في الهضاب، لكنها لم توفق في تغيير نمط حياة الرعاة. 5% من الرعاة، ملكوا 50% من كامل التراب للرعي. بتقدير المنظمة العالمية للتغذية، كانت الجزائر خلال 2004 بأكثر من 13.4 مليون رأس غنم، 3.7 م ماعز، 1.4 م من الأبقار.
في 2002، قدم الفلاحون 551 ألف طن من اللحم الأحمر.

## الثروة الغابية
في 1991، تواجد حوالي 4 ملايين هكتار من الغابات المتبقية في الجزائر، لكن المختصين يقول بأن الواقع أمر. مخطط السد الأخضر 1985-89 كما رأينا أعلاه توقف لأسباب مالية، كان هدفه زيادة الخضرة ب10%، زاد في البلية قوة الصحراء والرعي غير المنظم.
الشركة الوطنية لخشب الفلين، محتكرة لصناعة الخشب في الجزائر. أكثر من 300 ألف م مكعب في صالحها في 1991. تحل الجزائر المرتبة الثالثة في تصديره بعد إسبانيا والبرتغال. إضافة لهذا، الجزائر مصدر مهم لشجر الصنوبر